# بیرنسدیل
بیرنسدیل (به انگلیسی: Bairnsdale) یک منطقهٔ مسکونی در استرالیا است که در Shire of East Gippsland واقع شده‌است.